# Пуантилизм (музыка)
Пуантили́зм (фр. pointillisme, англ. punctualism), точечная музыка (нем. punktuelle Musik) — техника композиции в музыке 2-й половины XX в., разновидность серийной техники.

## Характеристика
Словосочетание «точечная музыка» впервые употребил музыковед Герберт Аймерт в 1952 для характеристики слухового ощущения от сочинений К.Штокхаузена («Перекрёстная игра» / нем. Kreuzspiel), П.Булеза («Полифония №10», «Структуры I») и К. Гуйвартса (Соната для двух фортепиано). Свои слуховые впечатления от другого сочинения Штокхаузена «Контра-пункты» Аймерт (в 1953) описывал так: «То, что мы слышим, — это ставшая теперь значительно более плотной 'точечная музыка', поле напряжений звуков, которые поначалу кажутся изолированными, а затем связываются [в восприятии] в статичную структуру».
В статье «Recherches maintenant» (1954) Булез определял точечную музыку (пуантилизм) как «пересечение различных функциональных возможностей в данной точке». Под «различными функциональными возможностями» композитор подразумевал детерминирование в одиночном звуке («однозвуке») различных его параметров: высоты, длительности, громкости (динамики), тембра и др. Булез также указывал эстетическую предпосылку нового подхода — «оправданный отказ от тематизма», от мелодии в её классическом понимании как важнейшего функционального элемента гомофонно-гармонического склада.
В эссе «Положение ремесла» (1963) Штокхаузен характеризовал точечную музыку так:

Упорядочивающий дух сосредоточивается на отдельном звуке <...> [Этот звук] в сплошь упорядоченной музыке <...> в единичном проявлении уже содержит (причем непротиворечиво) все те критерии порядка, которые присущи сочинению в целом. [Это] измерения, которые совместным усилием производят звук. Отсюда "упорядочить звуки" значит вывести принципы, упорядочивающие те или иные измерения [из некой общей идеи сочинения], причём каждый единичный принцип связан (на основании высшего принципа, охватывающего все четыре) с тремя другими <...> звуки возникают как результат совокупного действия принципов, упорядочивающих  длительность, высоту, громкость и тембр.
Первоначально термин «точечная музыка» (пуантилизм) относили только к новейшей (1949–55) сериальной композиции «дармштадтских» композиторов — Штокхаузена, Булеза, Л. Ноно («Полифоника-монодия-ритмика», 1951), Л. Берио («Ноны», 1954) и др. Позже его стали употреблять — более расплывчато — как обозначение разновидности фактуры, для которой характерно распределение отдельных звуков или небольших мотивов во времени и высотном пространстве. Хрестоматийным примером такого пуантилизма считаются некоторые сочинения А. Веберна (напр., II ч. «Вариаций для фортепиано, op. 27; начало «Вариаций для оркестра», op. 30), а древнейшим его «предвосхищением» — средневековый гокет, где мелодия рассекается на фрагменты, исполняемые по очереди разными певцами.
В отличие от «точечной музыки» как эстетически мотивированной техники сериальной композиции, «точечная фактура» используется утилитарно, нередко в целях музыкальной изобразительности. Так её использовал Д.Д. Шостакович, живописуя храп  и «разорванное сознание» пробуждающегося Ковалёва в I акте (картина 3) оперы «Нос». В оркестровой пьесе А.Г. Шнитке «Pianissimo» [1968], написанной по мотивам рассказа Ф. Кафки, с помощью пуантилизма изображается аппарат для изощрённой казни иглами. Пуантилистическая фактура отмечается также в сочинении Э.В. Денисова «DSCH» для кларнета, тромбона, виолончели и фортепиано (1969).
Пуантилизм активно применяется в отечественном киноискусстве. В фильме «Отель "У погибшего альпиниста"» (1979, композитор С. Грюнберг) — в электронной музыке, как одно из средств отображения «космической» тематики. В фильме «Мама вышла замуж» (1969, композитор О.Н. Каравайчук) пуантилизм символизирует распад жизненной гармонии молодого человека, в фильме «Иваново детство» (1962, композитор В.А.Овчинников) использован в лейттеме (полностью лишённой мелодического начала) «безобразной» войны.
Некоторые музыковеды трактуют точечную музыку как аналог пуантилизма в изобразительном искусстве; однако, эта аналогия не является ни точной, ни общепринятой.